# Raphael Lea'i
Raphael Ohanua Lea’i (Honiara, 8 settembre 2003) è un calciatore salomonese, attaccante del Wollongong Wolves e della nazionale salomonese.

## Carriera

### Club
Cresce nelle Isole Salomone mettendosi in mostra nel campionato locale.
Dopo aver sostenuto un periodo di prova con il Velež Mostar, nel gennaio del 2023 viene ingaggiato ufficialmente dal club bosniaco, diventando il primo calciatore delle Isole Salomone a giocare a livello professionistico nel continente europeo Firma un contratto valido fino al termine della stagione 2023-2024, con un'opzione per ulteriori 12 mesi
Il 19 marzo 2023 debutta nel campionato bosniaco con il Velež subentrando a Samir Zeljković nel finale del pareggio casalingo per 0-0 contro il FK Sloboda Tuzla.
Il 12 maggio segna il suo primo gol con la sua nuova squadra, nel 3-3 contro l'Igman Konjic.
Nel mese di settembre del 2023, dopo alcuni mesi trascorsi in Bosnia, Raphael Lea'i decide di comune accordo con il Velež di non allontanarsi dalla squadra e fare ritorno in patria, per trascorrere un periodo insieme alla propria famiglia e continuando a giocare ed allenarsi con la nazionale delle Isole Salomone Under 23, nella speranza di ritrovare serenità in seguito a problemi di ambientamento all'estero ed essendo preda di una gravosa nostalgia di casa.
Dopo alcuni mesi da svincolato, a giugno del 2024 torna a giocare a calcio a livello professionistico, con l'Adelaide United nel campionato australiano.
Nel gennaio 2025 si trasferisce al Wollongong Wolves FC, squadra militante nella National Premier League - New South Wales, al secondo livello del calcio australiano. Debutta l'8 febbraio 2025 contro l'APIA Leichhardt, partita pareggiata per 3-3.
Il 16 marzo arrivano i primi gol, grazie a una doppietta realizzata nella vittoria per 4-0 contro il West Sydney U-21.

### Nazionale
Dopo aver giocato con la nazionale Under-17, esordisce in nazionale maggiore il 17 marzo 2022 a Doha contro le Isole Cook in una partita valida per le Qualificazioni Mondiali 2022.
Una settimana dopo segna i suoi primi gol in nazionale, realizzando una tripletta nella vittoria per 3-1 contro Tahiti.
Nel 2023 è tra i convocati per i XVII Giochi del Pacifico, dei quali le Isole Salomone sono nazione ospitante. Conclude la competizione al secondo posto, perdendo la finale ai rigori contro la Nuova Caledonia.

## Statistiche

### Cronologia presenze e reti in nazionale
aggiornato il 15 febbraio 2025
| Cronologia completa delle presenze e delle reti in nazionale ― Isole Salomone | Cronologia completa delle presenze e delle reti in nazionale ― Isole Salomone | Cronologia completa delle presenze e delle reti in nazionale ― Isole Salomone | Cronologia completa delle presenze e delle reti in nazionale ― Isole Salomone | Cronologia completa delle presenze e delle reti in nazionale ― Isole Salomone | Cronologia completa delle presenze e delle reti in nazionale ― Isole Salomone | Cronologia completa delle presenze e delle reti in nazionale ― Isole Salomone | Cronologia completa delle presenze e delle reti in nazionale ― Isole Salomone |
| Data                                                                          | Città                                                                         | In casa                                                                       | Risultato                                                                     | Ospiti                                                                        | Competizione                                                                  | Reti                                                                          | Note                                                                          |
| ----------------------------------------------------------------------------- | ----------------------------------------------------------------------------- | ----------------------------------------------------------------------------- | ----------------------------------------------------------------------------- | ----------------------------------------------------------------------------- | ----------------------------------------------------------------------------- | ----------------------------------------------------------------------------- | ----------------------------------------------------------------------------- |
| 17-3-2022                                                                     | Doha                                                                          | Isole Cook                                                                    | 0 – 2                                                                         | Isole Salomone                                                                | Qualificazioni Mondiali 2022                                                  | -                                                                             |                                                                               |
| 24-3-2022                                                                     | Doha                                                                          | Isole Salomone                                                                | 3 – 1                                                                         | Tahiti                                                                        | Qualificazioni Mondiali 2022                                                  | 3                                                                             |                                                                               |
| 27-3-2022                                                                     | Doha                                                                          | Isole Salomone                                                                | 3 – 2                                                                         | Papua Nuova Guinea                                                            | Qualificazioni Mondiali 2022                                                  | 1                                                                             |                                                                               |
| 30-3-2022                                                                     | Doha                                                                          | Isole Salomone                                                                | 0 – 5                                                                         | Nuova Zelanda                                                                 | Qualificazioni Mondiali 2022                                                  | -                                                                             |                                                                               |
| 21-9-2022                                                                     | Port Vila                                                                     | Isole Salomone                                                                | 1 – 0                                                                         | Nuova Caledonia                                                               | Melanesian Cup 2022 - Gruppo B                                                | -                                                                             |                                                                               |
| 21-9-2022                                                                     | Port Vila                                                                     | Isole Salomone                                                                | 2 – 2                                                                         | Figi                                                                          | Melanesian Cup 2022 - Gruppo B                                                | 1                                                                             |                                                                               |
| 27-9-2022                                                                     | Port Vila                                                                     | Vanuatu                                                                       | 1 – 1                                                                         | Isole Salomone                                                                | Melanesian Cup 2022 - Semifinale                                              | 1                                                                             |                                                                               |
| 30-9-2022                                                                     | Port Vila                                                                     | Isole Salomone                                                                | 0 – 1                                                                         | Figi                                                                          | Melanesian Cup 2022 - Finale 3ºPosto                                          | -                                                                             |                                                                               |
| 14-6-2023                                                                     | Kuala Terengganu                                                              | Malaysia                                                                      | 4 – 1                                                                         | Isole Salomone                                                                | Amichevole                                                                    | 1                                                                             | 73’                                                                           |
| 18-6-2023                                                                     | Singapore                                                                     | Singapore                                                                     | 1 – 1                                                                         | Isole Salomone                                                                | Amichevole                                                                    | -                                                                             |                                                                               |
| 8-10-2023                                                                     | Numea                                                                         | Papua Nuova Guinea                                                            | 1 – 3                                                                         | Isole Salomone                                                                | Melanesian Cup 2023                                                           | 3                                                                             |                                                                               |
| 11-10-2023                                                                    | Koné                                                                          | Isole Salomone                                                                | 1 – 0                                                                         | Vanuatu                                                                       | Melanesian Cup 2023                                                           | -                                                                             |                                                                               |
| 14-10-2023                                                                    | Numea                                                                         | Nuova Caledonia                                                               | 0 – 1                                                                         | Isole Salomone                                                                | Melanesian Cup 2023                                                           | 1                                                                             |                                                                               |
| 17-11-2023                                                                    | Honiara                                                                       | Isole Salomone                                                                | 1 – 0                                                                         | Samoa                                                                         | Giochi del Pacifico 2023                                                      | -                                                                             |                                                                               |
| 28-11-2023                                                                    | Honiara                                                                       | Isole Salomone                                                                | 2 – 0                                                                         | Figi                                                                          | Giochi del Pacifico 2023 - Semifinale                                         | 1                                                                             |                                                                               |
| 2-12-2023                                                                     | Honiara                                                                       | Isole Salomone                                                                | 2 – 2 (6-7 d.c.r.)                                                            | Nuova Caledonia                                                               | Giochi del Pacifico 2023 - Finale                                             | -                                                                             |                                                                               |
| 18-3-2024                                                                     | Honiara                                                                       | Isole Salomone                                                                | 2 – 1                                                                         | Figi                                                                          | Amichevole                                                                    | -                                                                             |                                                                               |
| 15-6-2024                                                                     | Port Vila                                                                     | Vanuatu                                                                       | 1 – 0                                                                         | Isole Salomone                                                                | Oceania Cup 2024                                                              | -                                                                             |                                                                               |
| 18-6-2024                                                                     | Port Vila                                                                     | Nuova Zelanda                                                                 | 3 – 0                                                                         | Isole Salomone                                                                | Oceania Cup 2024                                                              | -                                                                             |                                                                               |
| 2-9-2024                                                                      | Suva                                                                          | Isole Salomone                                                                | 0 – 3                                                                         | Hong Kong                                                                     | Amichevole                                                                    | -                                                                             |                                                                               |
| 5-9-2024                                                                      | Suva                                                                          | Figi                                                                          | 1 – 0                                                                         | Isole Salomone                                                                | Amichevole                                                                    | -                                                                             |                                                                               |
| 10-10-2024                                                                    | Suva                                                                          | Figi                                                                          | 1 – 0                                                                         | Isole Salomone                                                                | Qualificazioni Mondiali 2026                                                  | -                                                                             |                                                                               |
| 14-11-2024                                                                    | Port Moresby                                                                  | Isole Salomone                                                                | 2 – 3                                                                         | Nuova Caledonia                                                               | Qualificazioni Mondiali 2026                                                  | 1                                                                             |                                                                               |
| 17-11-2024                                                                    | Port Moresby                                                                  | Papua Nuova Guinea                                                            | 1 – 2                                                                         | Isole Salomone                                                                | Qualificazioni Mondiali 2026                                                  | -                                                                             |                                                                               |
| 9-12-2024                                                                     | Honiara                                                                       | Isole Salomone                                                                | 4 – 1                                                                         | Vanuatu                                                                       | Melanesian Cup 2024                                                           | -                                                                             |                                                                               |
| 12-12-2024                                                                    | Honiara                                                                       | Isole Salomone                                                                | 2 – 0                                                                         | Isole Salomone                                                                | Melanesian Cup 2024                                                           | -                                                                             |                                                                               |
| 18-12-2024                                                                    | Honiara                                                                       | Isole Salomone                                                                | 2 – 3                                                                         | Papua Nuova Guinea                                                            | Melanesian Cup 2024                                                           | -                                                                             |                                                                               |
| 21-12-2024                                                                    | Honiara                                                                       | Isole Salomone                                                                | 1 – 3                                                                         | Figi                                                                          | Melanesian Cup 2024                                                           | -                                                                             |                                                                               |
| Totale                                                                        |                                                                               | Presenze                                                                      | 29                                                                            |                                                                               | Reti                                                                          | 13                                                                            |                                                                               |

## Palmarès

### Club
- Campionato di calcio delle Isole Salomone: 1

Henderson Eels: 2020-2021